# Carlos Manuel Piedra
Carlos Manuel Piedra Piedra (La Habana, 1895 - La Habana, agosto de 1988) fue un abogado y político cubano. Presidente provisional de Cuba el 1 de enero de 1959.
El 1 de enero de 1959 fue designado de manera espuria como presidente cubano por la junta militar encabezada por el Mayor General Eulogio Cantillo, formada el día 1 de enero después que el presidente Fulgencio Batista se fue del país por el triunfo de la Revolución Cubana, pero el Tribunal Supremo se negó a tomar su juramento, por lo que horas más tarde renunció a la postulación, que había aceptado. Antes que a él, la junta le ofreció la presidencia de Cuba el 1 de enero a Anselmo Alliegro, presidente del Senado, pero este no aceptó, y emigró con su familia.

## Reseña biográfica
Desempeñó cargos diversos de juez en el interior del país.
En 1933 fue ascendido a magistrado de la Audiencia de La Habana.
En 1936 obtuvo el cargo de magistrado de la Sala de lo Contencioso-Administrativo y de Leyes Especiales.
En 1945 escribió un libro: La inamovilidad de los trabajadores (se desconoce si escribió otros).
En mayo de 1949, el Tribunal Superior en pleno lo designó como sustituto del Dr. Guillermo de Montagú Vivero (presidente del TSE).
El 1 de enero de 1959, al producirse la huida del dictador Fulgencio Batista a República Dominicana, Carlos Piedra era el más antiguo de los magistrados del Tribunal Supremo de Justicia.
Al ocurrir la huida, el General Eulogio Cantillo y el embajador estadounidense Earl E. T. Smith intentaron dar un golpe de Estado y poner provisionalmente en la presidencia de la República al Dr. Carlos M. Piedra.
Por ese motivo fue llamado el 1 de enero por el general Eulogio Cantillo para ponerse al frente de una junta cívico-militar como «presidente de la República», de acuerdo con la embajada de Estados Unidos en La Habana.
Aunque Piedra aceptó en primera instancia ―a las 9 de la mañana―, los miembros del Tribunal Supremo de Justicia no se presentaron en el palacio presidencial. Al no encontrar a nadie dispuesto a tomarle juramento, a las 2 de la tarde renunció a la presidencia. Según la Constitución cubana de 1940 aún vigente el 1 de enero de 1959, la línea de sucesión del presidente del país era: vicepresidente, presidente del Senado, presidente de la Cámara de Representantes, y juez más antiguo del Tribunal Supremo de Justicia. Como no había vicepresidente (Rafael Guas Inclán había renunciado a principios de noviembre de 1958), el presidente del Senado no aceptó la presidencia, el presidente de la Cámara (Gastón Godoy) se había ido con Batista, el puesto de presidente fue aceptado por Piedra, en uso de su derecho constitucional.
Al mismo tiempo el magistrado Manuel Urrutia Lleó era aclamado presidente provisional en la provincia de Oriente por la Revolución victoriosa, destruyendo la maniobra que pretendía elevarlo a la presidencia.
Más tarde, el presidente Osvaldo Dorticós lo nombró embajador de la República de Cuba en Italia.
Estuvo casado con María Luisa Martínez Díaz, con quien tuvo dos hijas, Isis y Flavia Piedra Martínez. Murió en Cuba en 1988.